# Pulau Bawal
Pulau Bawal är en ö i Indonesien.   Den ligger i provinsen Kalimantan Barat, i den västra delen av landet, 500 km nordost om huvudstaden Jakarta. Arean är 50 kvadratkilometer.
Terrängen på Pulau Bawal är platt. Öns högsta punkt är 92 meter över havet. Den sträcker sig 9,8 kilometer i nord-sydlig riktning, och 9,5 kilometer i öst-västlig riktning.